# Zóna volného obchodu mezi Evropskou unií a Mercosurem
Zóna volného obchodu mezi EU a obchodním blokem Mercosurem (složeným z Argentiny, Brazílie, Paraguaye a Uruguaye, členství Venezuely bylo pozastaveno roku 2017) by měla vzniknout na základě dohody o volném obchodu, která je součástí širší asociační dohody mezi oběma bloky. Jejím cílem je například prohloubit spolupráci v oblastech migrace či ochrany životního prostředí.  Pokud bude schválena, bude se tak týkat přibližně 780 milionů lidí  a stane se tedy pro oba obchodní bloky největší obchodní dohodou v dějinách, co do počtu obyvatel druhého bloku, i největší zónou volného obchodu na světě. 
Vyjednávání o dohodě oficiálně započala roku 1999, první jednání se uskutečnila roku 2000, poté dlouho stagnovala a až do roku 2016 vyjednávání získala nový náboj v souvislosti se zvyšujícím se protekcionismem a izolacionismem. 28. června 2019 během 39. vyjednávacího kola nalezly delegace Evropské unie a Mercosuru shodu na principech dohody. 

## Základní informace o Mercosuru
Tato obchodní smlouva zahrnuje až 260 milionů lidí a HDP o výši 2,2 bilionů eur. Vývoz zboží z EU do Mercosuru činil v roce 2016 42 miliard eur a u služeb v roce 2015 to bylo 22 milionů eur. Investice EU do Mercosuru činily v roce 2015 378 miliard eur.

## Důvody k dohodě
EU je největším obchodním a investičním partnerem Mercosuru; například v roce 2018 bylo směřováno až 20 % (42,6 miliardy eur) exportu Mercosuru do zemí EU, a naopak export EU do Mercosuru činil 45 miliard Eur. Dále by tato dohoda měla ušetřit evropským společnostem na clech více než 4 miliardy Eur; to se týká zejména automobilů (celní sazba 35 %), automobilových dílů (14-18 %), strojních zařízení (14-20 %), chemických látek (až 18 %), léčivých přípravků (až 14 %), oděvů a obuvi (35 %) nebo pletené textilie (26 %). Z potravin sem lze zařadit například čokolády a cukrovinky (20 %), víno (27 %) a nealkoholické nápoje (20 až 35 %). Dohoda rovněž poskytne bezcelní přístup podléhající kvótám pro mléčné výrobky z EU (současná celní sazba 28 %), především pro sýry. Dohoda o volném obchodu mezi EU a Mercosourem byla vyhlášena v lednu roku 2019 po dvaceti letech vyjednávání. Dohoda stálenebyla dokončena, podepsána ani ratifikována.

## Spojení Česko – Mercosur
Do zemí Mercosur vyváží celkem 974 českých firem, z nichž jsou až 57 % malé a střední podniky. Export českých firem zajišťuje 13 000 pracovních míst a řadí tak Mercosur na místo 25. největšího obchodního partnera mimo EU. Hodnota exportu z Česka do Mercosuru byla v roce 2017 392 milionů eur. Naopak dovoz ze zemí Mercosuru do Česka činil 169 milionů.

## Reakce
Předseda Evropské komise Jean-Claude Juncker nazval dosažení dohody historickým momentem signalizujícím pozitivní přístup EU ke světovému obchodu a vyzvedl skutečnost, že má jít o největší obchodní dohodu, kterou kdy EU vyjednala . Brazilský prezident Jair Bolsonaro na twitteru sdílel GIF, kde dával sám sobě palec nahoru a argentinský prezident Mauricio Macri nazval dohodu historickou a prohlásil, že pomůže zajistit Argentině budoucnost.
Výrazné příležitosti v obchodní dohodě s blokem Mercour vidí v EU především automobilky, které na trhu Mercosuru tratí v důsledku vysokých cel. Naopak s nárůstem konkurence v důsledku zvýšení dovozu automobilů z Evropy mají problém automobilky ve státech Mercosuru.
Výrazné obavy vzbudila dohoda u evropských chovatelů skotu. Ti se obávají nárůstu konkurence především kvůli zvýšení dovozu hovězího masa ze států Mercosuru, které je levnější, především protože nepodléhá tak přísným regulacím jako například v oblastech genetiky či životního prostředí. Ze stejného důvodu mají EU a její státy obavy z přívalu masa nižší kvality. 
Ještě více ohrožuje dohodu tento problém v souvislosti s hrozícím dopadem na životní prostředí. Zvýšení objemu vývozu brazilského masa by pravděpodobně znamenalo, že amazonský prales by byl více odlesňován s cílem získat plochy pro nové pastviny. Po zvolení Jaira Bolsonara prezidentem Brazílie se deforestace amazonského pralesu zvýšila a v srpnu 2019 upoutaly požáry světovou pozornost.

## Sociální dopady
Předpokládá se, že prohloubení spolupráce na základě FTA přinese zlepšení i v otázce vyrovnání genderové platové mezery. Ačkoliv na obou stranách bylo zaznamenáno zlepšení na základě ustanovení právních předpisů toto zaštiťujících, dohoda může situaci zlepšit i pomocí obchodních účinků. Jak v EU, tak v Mercosuru je vyšší počet ženských absolventů než mužských absolventů, a tak mohou kvalifikované pracovnice lépe využívat obchodní liberalizace mezi EU a Mercosurem i díky lehčímu přístupu mezinárodních firem z jedné strany k druhé. Jelikož dohoda bude podporovat i větší konkurenci mezi vyspělými ekonomikami, může to společnosti donutit k přijetí ke spravedlivějším opatřením pro genderovou rovnoprávnost, aby mohli lépe soutěžit o kvalifikovanou pracovní sílu. Jelikož v exportních odvětvích je ve většině případů vyšší mzda než v jiných odvětvích, může dohoda o volném obchodu mezi EU a Mercosurem přispět, i když nepřímo a okrajově, ke snížení genderové platové nerovnosti.
Vyvstavá také obava, že zvýšení produkce v některých agrikulturních odvětvích může zvýšit množství využívané půdy, což může mít nepříznivé dopady na živobytí domorodců v zemích Mercosuru. Ačkoliv tyto rizika skutečně existují, je třeba zmínit i potencionální benefity. Za předpokladu, že se nastaví vhodné odpovědnostní mechanismy, které dají domorodcům proti mezinárodním korporacím větší vyjednávací sílu, mohou zahraniční investoři v oblastech obývaných domorodci zajistit důležité investice, které mohou navýšit jejich zaměstnanost, budování kapacit, postavit potřebnou infrastrukturu jako například silnice a školy a zlepšit přístup k pitné vodě.

## Schvalování dohody v EU
Ke schválení dohody je potřeba jednomyslného souhlasu všech členských států Evropské unie. V srpnu 2019 hrozila Francie v čele s prezidentem Emmanuelem Macronem blokováním dohody, protože brazilský prezident Jair Bolsonar odmítl, že reakce Brazílie na požáry amazonského pralesa byla nedostatečná . V září téhož roku dohodu zamítl i rakouský parlament. Toto rozhodnutí je pro rakouskou vládu závazné. Poslankyně za největší parlamentní stranu ÖVP a bývalá ministryně životního prostředí Elisabeth Köstingerová uvedla,  že za rozhodnutím stojí právě obavy z hrozícího vypalování deštných pralesů s cílem zvýšení vývozu levného hovězího masa do EU.